# Santa María de la Redonda
Santa María de La Redonda és la catedral catòlica de Logronyo (La Rioja, Espanya). Juntament amb la Catedral de Calahorra i la de Santo Domingo de la Calzada és una de les tres seus del bisbat de Calahorra i La Calzada-Logronyo.

## Història
En el segle x el Camí de Sant Jaume creua el riu Ebre per un pont que originà a una població que amb el temps seria la ciutat de Logronyo. L'any 1095, el rei Alfons VI de Castella atorga a aquest lloc un fur franc per a l'assentament de pobladors i pelegrins. Amb el transcurs del temps la població aconsegueix un notable creixement i es construeixen les esglésies de Santa María de Palacio, Santiago el Real, San Bartolomé i Santa María de la Redonda, aquesta última en el raval i separada de l'itinerari del Camí de Sant Jaume. Se li va anomenar La Redonda per ser una església romànica segurament octogonal, similar a les existents en el Camí jacobeu de Navarra en l'església de Santa María d'Eunate i Torres del Río.
Pel seu desenvolupament i importància, l'any 1431 és declarada ciutat i en 1435 se li dota d'una església col·legiata, en aquest moment associada al proper i important Monestir de San Martín de Albelda, en l'scriptorium del qual es van crear importants còdexs en l'edat mitjana. Entre tots els temples existents es va triar La Redonda i es va veure la conveniència d'aixecar un grandiós temple en el mateix lloc d'emplaçament de l'auster romànic. La construcció s'iniciaria anys més tard en 1516 i en successives reformes i ampliacions s'allargaria durant tres segles.
El 1959 la col·legiata de Santa María de la Redonda va ser declarada cocatedral amb un rang immediatament inferior a les històriques catedrals de Calahorra (segle xv), i de Santo Domingo de la Calzada (segle xi).

## Arquitectura

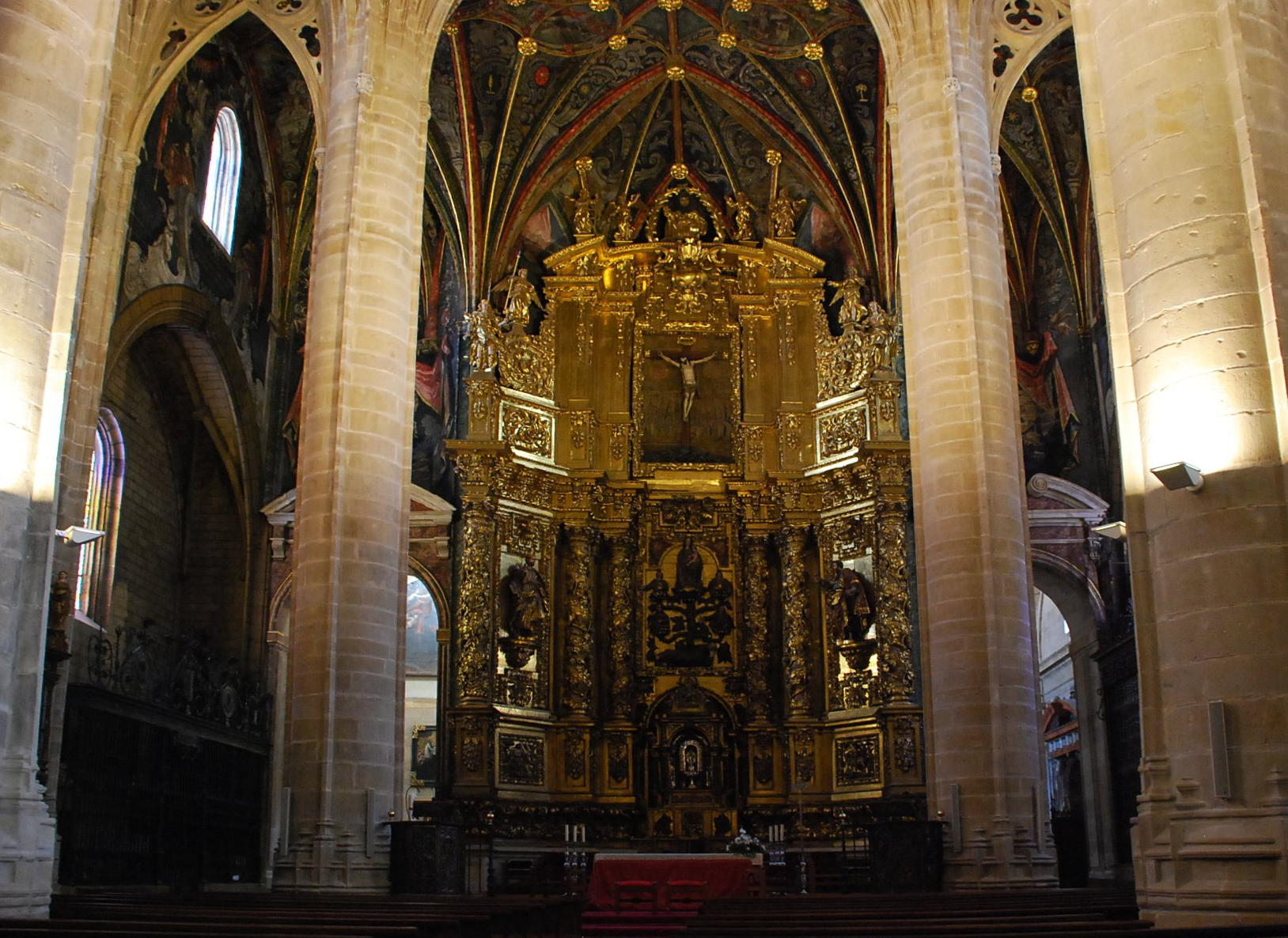
Retaule de l'altar major

Els seus orígens daten del segle ix després de la vinguda d'uns germans fugits de Torres del Río, a causa de les ràtzies musulmanes, i que refunden en el mateix lloc de la catedral actual un petit cenobi del que no queda cap rastre després de les successives remodelacions de segles posteriors.
L'estructura arquitectònica de la cocatedral es construeix fonamentalment al llarg dels segles xvi, xvii i xviii.
Està composta per tres naus, una central i dues laterals de menor alçada, una girola i pel rerecor, amb la seva porta principal flanquejada per dues torres bessones. Al llarg dels murs laterals s'estenen les capelles que tanquen la construcció definitiva al nord i sud del temple.
Entre 1516 i 1598 es construeix el cos central en estil gòtic del Reis Catòlics, amb vuit alts pilars cilíndrics que culminen obrint-se per formar les voltes de creueria. Alçant la vista es contempla alguna cosa similar a un grandiós palmerar de pedra suggerit per les esveltes columnes cilíndriques sense nervadures i el desplegament a la part alta d'una filigrana de branques de creueria.
En el segle xvii s'amplia en el front oriental al costat de l'altar major amb la Capella del Sant Crist que amb el pas del temps acabaria conformant-se com un deambulatori després del retaule major.
Finalment en el segle xviii es va completar definitivament l'estructura principal en baixar el cor al pis i construir en el rerecor la monumental Capella de La Nostra Senyora de los Ángeles a l'interior.
En l'exterior es van aixecar les dues esveltes torres bessones que constitueixen la icona que representa a la ciutat de Logronyo. Van prendre com a model la torre de l'església de Santo Tomás d'Haro i es repeteix en altres localitats com en Santo Domingo de la Calzada, Briones, Oyón, Labraza... destacant sempre en l'horitzó la seva verticalitat.
Entre les dues torres es troba una façana-retaule en pedra sobre la porta principal tancant el pas un bell reixat.
El temple, orientat rigorosament d'est a oest, és a la part central del nucli antic de Logronyo i s'obre a l'antiga plaça del Mercat al costat del carrer Portals d'un gran sabor històric sota els seus arcs i en els voltants dels quals bull, com en temps antics, l'oci de la ciutat.
Aquest temple està construït a escassa distància del riu Ebre, per tant sobre una zona pantanosa. L'interessant és que la fonamentació de la cocatedral són sarments (branca dels ceps), ja que aquests no podreixen amb la humitat, reparteixen bé les càrregues i absorbeixen els assentaments.

## Quadre atribuït a Miquel Àngel Buonarroti

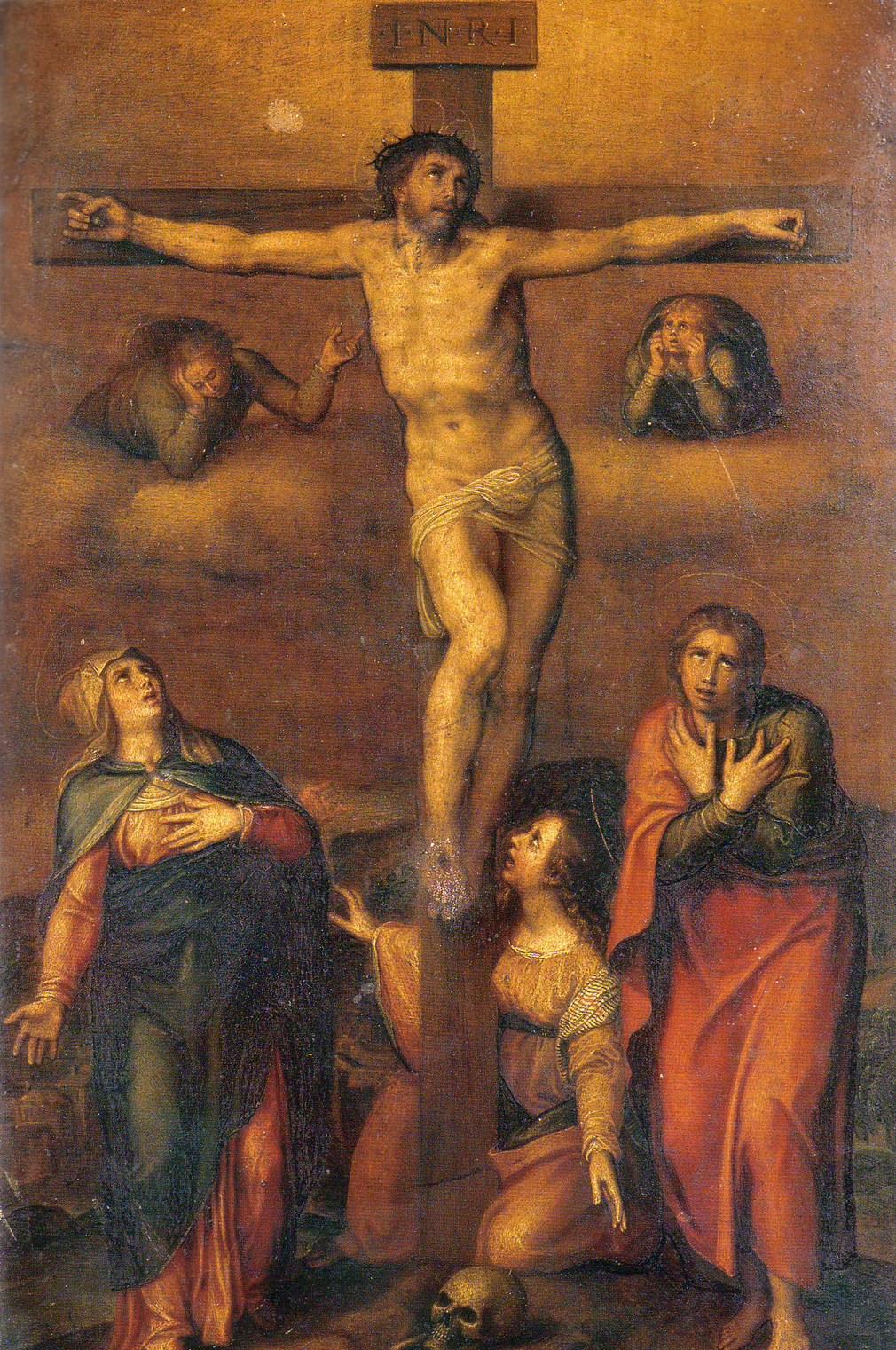
La Crucifixió atribuïda a Miquel Àngel Buonarroti

En el deambulatori, darrere del retaule major de la cocatedral, es troba una petita pintura a l'oli sobre taula. Representa un Calvari amb Crist viu, la Verge Dolorosa, sant Joan Evangelista i santa Maria Magdalena.
Miquel Àngel Buonarroti va pintar un petit quadre per a la seva bona amiga Vittoria Colonna, poetessa de gran pietat i cultura, filla del noble aristòcrata Fabrizio Colonna i feliçment casada en 1509 amb Francisco Ferrante de Avalos, marquès de Pescara, pertanyent a l'aristocràcia del sud d'Itàlia, llavors sota domini espanyol, i originària del poble d'Ábalos a La Rioja.
En 1525 les tropes espanyoles de l'emperador Carles V van guanyar la batalla de Pavia al rei de França Francesc I gràcies a l'encertada direcció del capità general Ferrante de Avalos, però en ella va resultar ferit i poc després va morir. La seva enamorada i jove vídua va escriure encesos sonets d'amor en el seu record. I va mantenir també una íntima correspondència epistolar amb Miquel Àngel durant diversos anys. En 1540 li va demanar un petit quadre de la Crucifixió de Jesús que li ajudés en les seves oracions privades. Després de presentar-li diversos esbossos, les còpies dels quals es conserven en el Museu Britànic i en el Museu del Louvre, l'artista li va pintar el petit Calvari, quedant Vittoria molt complaguda per l'espiritualitat de les figures. En aquest moment només eren Crist, la Verge i sant Joan.
En 1547 va morir Vittoria i tal era l'afecte que Miquel Àngel li professava que va recuperar el quadre i la va incloure com Maria Magdalena abraçant la creu de Crist i portant sobre les espatlles un mocador símbol de la seva viudesa.

### Trajectòria a Santa María de La Redonda
El bisbe, Pedro González del Castillo, gran humanista i entusiasta de La Redonda va fer construir en el segle xvii la Capella del Sant Crist al costat de l'altar major, la que segles més tard amb les seves modificacions donaria origen al deambulatori, disposant el seu enterrament en ella amb el seu mausoleu i estàtua orant que li representés. Gaudint de gran fortuna, va fer freqüents viatges a Roma on va adquirir nombroses obres d'art amb la idea d'incorporar-les a la seva capella.

## Taules flamenques de Gillis de Coingnet

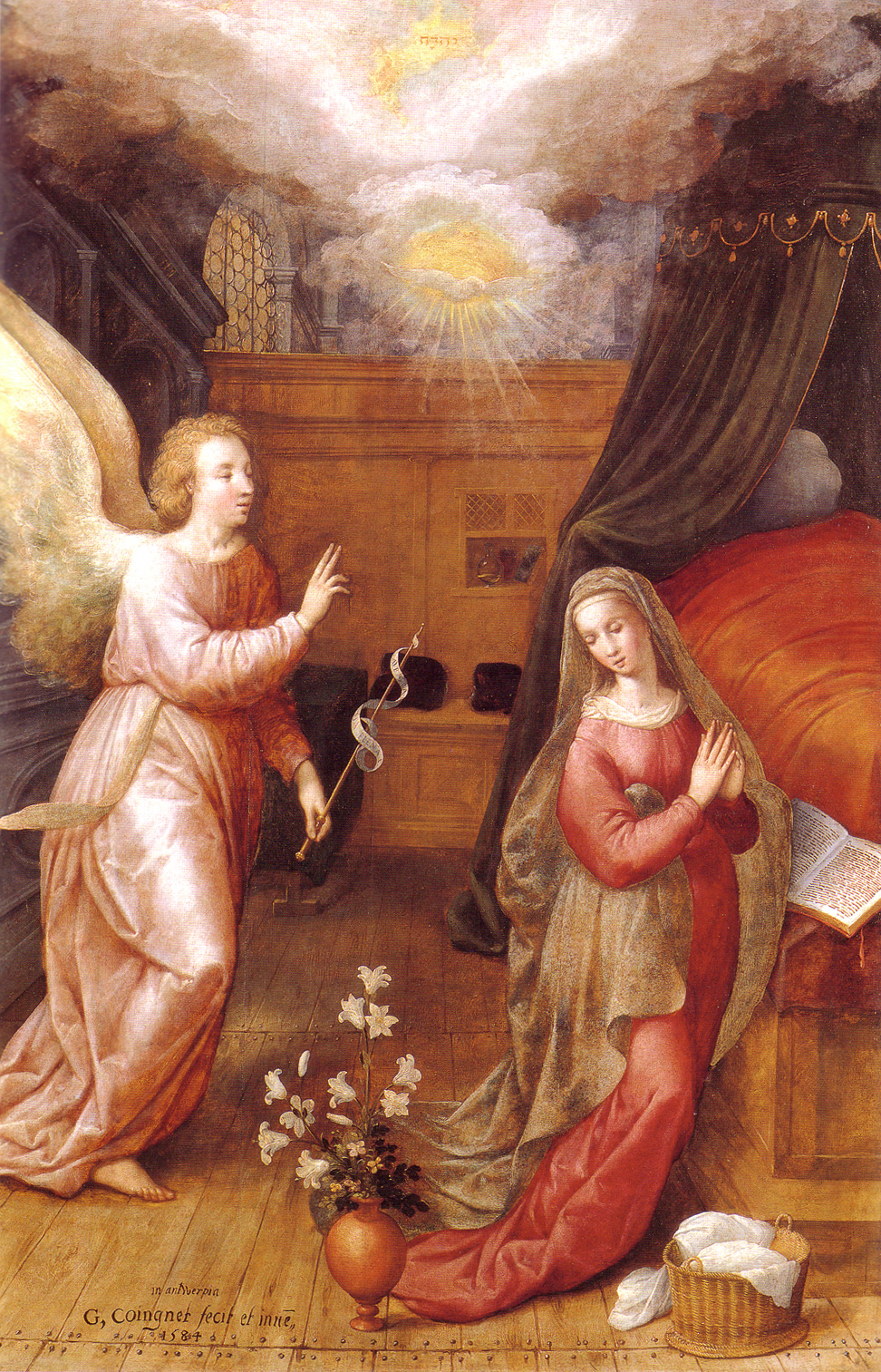
Anunciació

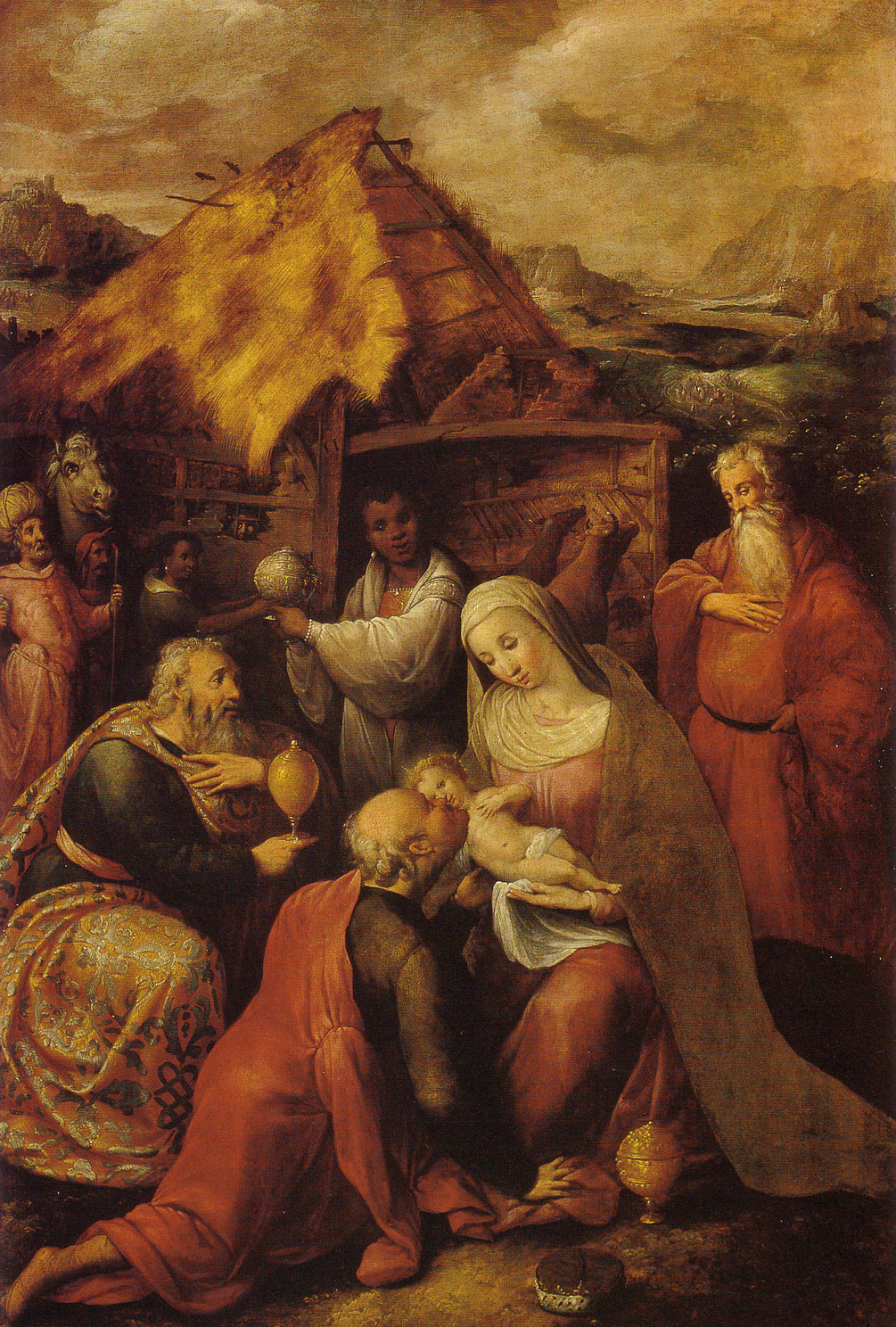
Epifania

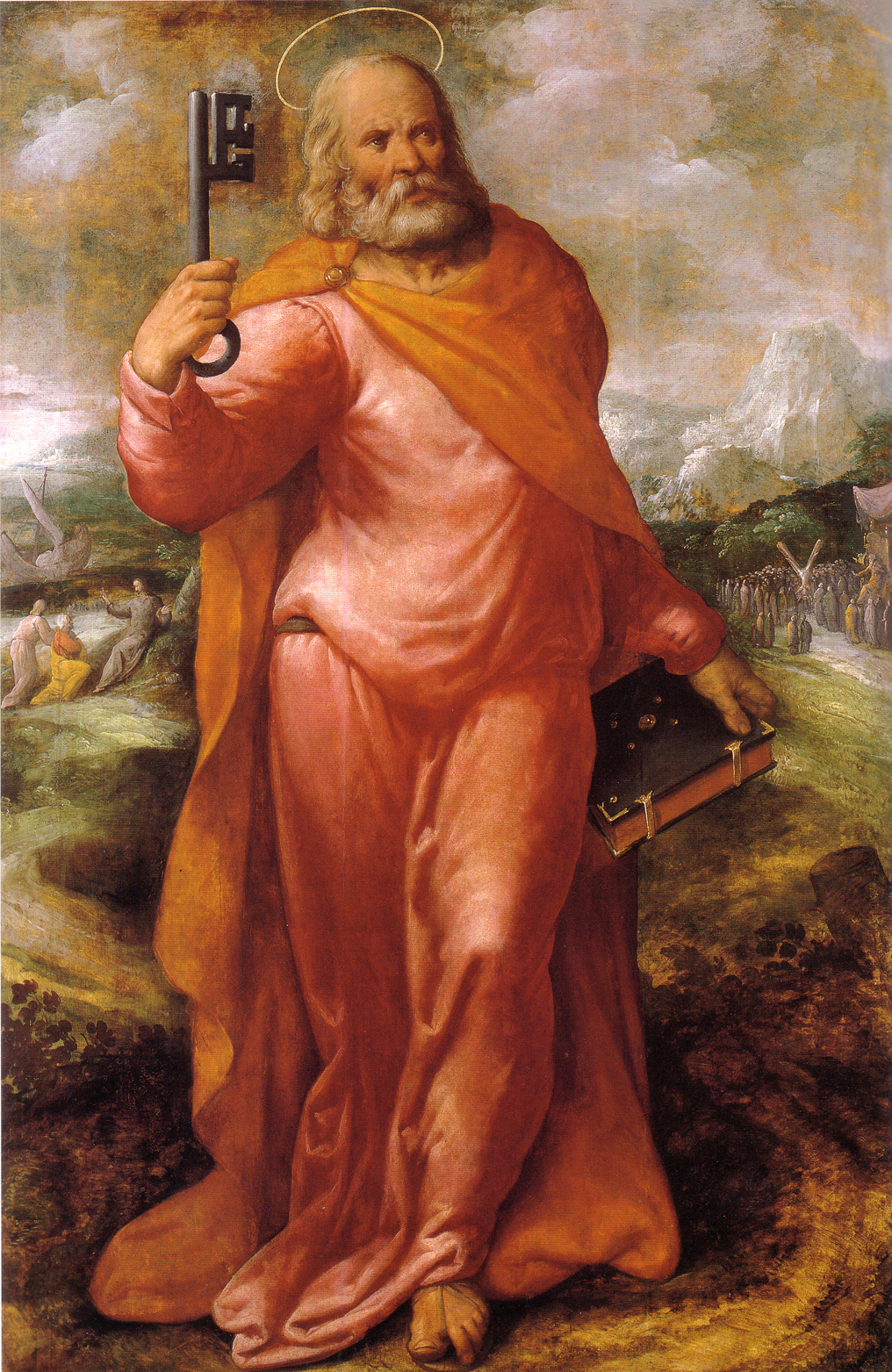
Sant Pere

Procedeixen de la capella del Señorío de Somalo en les proximitats de Nájera. Els seus titulars les van adquirir en París al començament del segle xx i les van col·locar en la seva capella. En aquest mateix segle les van donar a l'església de La Redonda. Reconeguda la seva qualitat artística i comprovant la seva deterioració, el Museu del Prado i una entitat bancària van procedir a la seva restauració quedant patent la seva impressionant bellesa.
Són sis taules de 131 x 88 centímetres representant a sant Pere, la Resurrecció de Crist, sant Joan Baptista, l'Anunciació de Maria, L'Epifania i l'Assumpció de la Verge; i tres de 26,5 x 96 centímetres que mostren diverses escenes de la vida de sant Francesc d'Assís.
Gillis Congnet, nascut el 1535 a Anvers i mort el 1599 a Hamburg, va pintar aquestes taules a Anvers en 1584, segons apareix plasmat en la tarima al peu del quadre de L'Anunciació.
L'Anunciació pintada primorosament veiem tots els elements característics d'aquesta escena: Maria en oració amb un llibre obert al costat del jaç i canastra de labors. Les assutzenes del gerro són símbol de virginitat. Completen el quadre l'Esperit Sant en forma de colom i l'Àngel missatger en actitud de beneir més que d'anunciar.
L'Epifania sorprèn per la vivesa de la tendresa que expressen els rostres i les actituds. Recorda a El Bosco sobretot en contemplar la barraca i el curiós que treu el cap per una obertura de la paret.
La figura de sant Pere té una força i autoritat imponents. La clau que empunya a la seva mà dreta més sembla una espasa o ceptre. Les formes corporals que s'endevinen sota la túnica recorden al Miquel Àngel de la Capella Sixtina. Al fons en els laterals de la figura s'observen les escenes de la vocació i martiri de sant Pere.

## Altres obres d'art
Assumpció-Coronament de MariaConjunt flamenc de la segona meitat del segle xv procedent del Señorío de Somalo i que anteriorment va presidir el retaule de l'altar major de l'església de Santa María la Real de Nájera.
Adoració dels ReisAlt relleu tallat a Anvers en 1554 en un bell estil romanista. Planteja una escena plena de tendresa i expressivitat en un ampli entorn de sorprenent perspectiva.
ImmaculadaImatge del segle xvii tallada per l'artista val·lisoletà Gregorio Fernández.
Sant Prudenci d'ArmentiaBust hispano-flamenc d'orfebreria de plata, datat en 1461 segons consta en la inscripció gòtica al peu d'aquest. Procedeix del Monestir de Monte Laturce, avui en ruïnes, al costat de Clavijo. En aquesta capella també estan dipositades les relíquies d'aquest Sant, patró d'Àlaba i les d'altres sants de La Rioja.
LavatoriHarmoniosa composició de l'escena del lavatori dels peus als apòstols per Jesucrist en l'Últim Sopar. Relleu d'estil romanista del segle xvi.

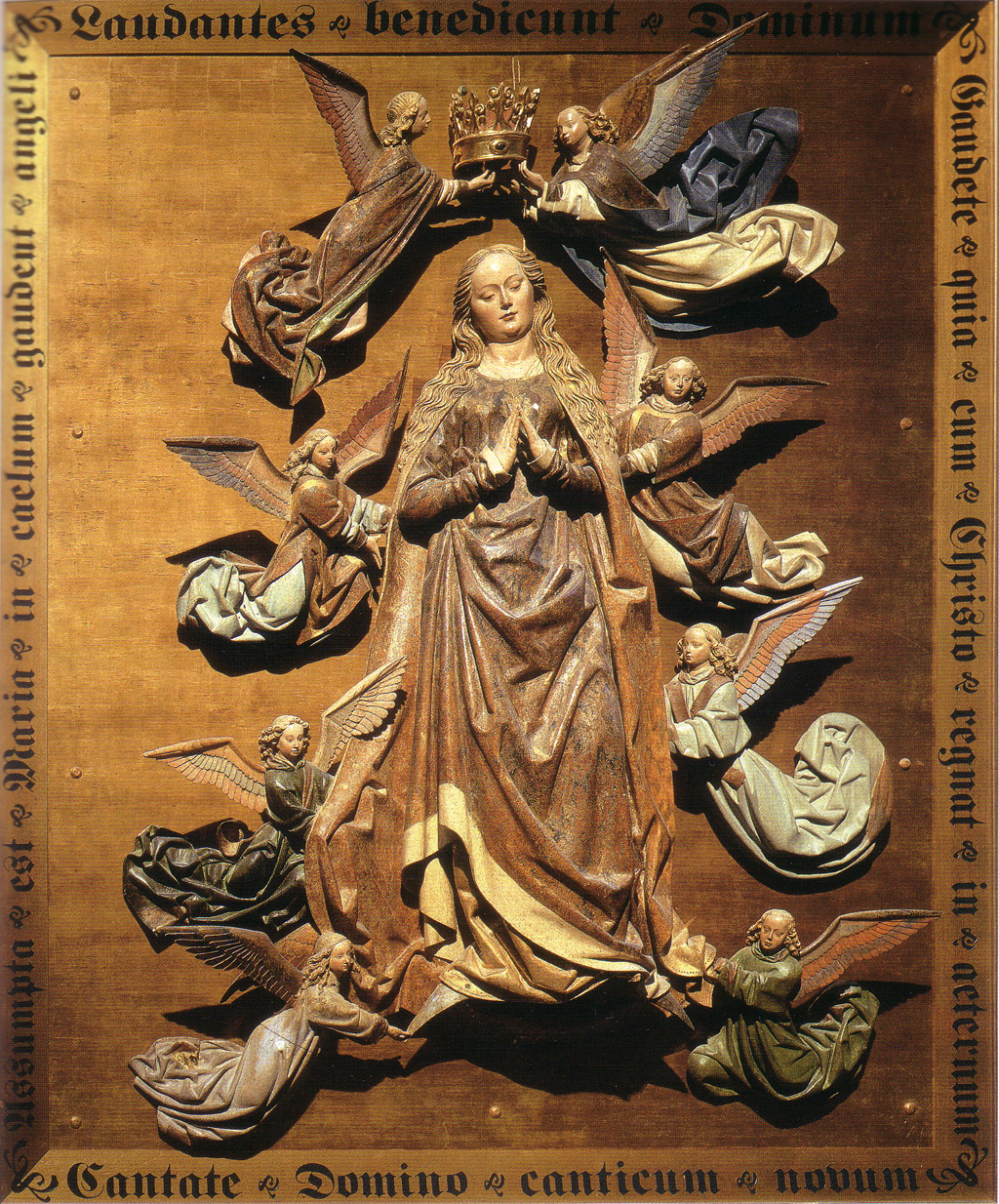
Assumpció
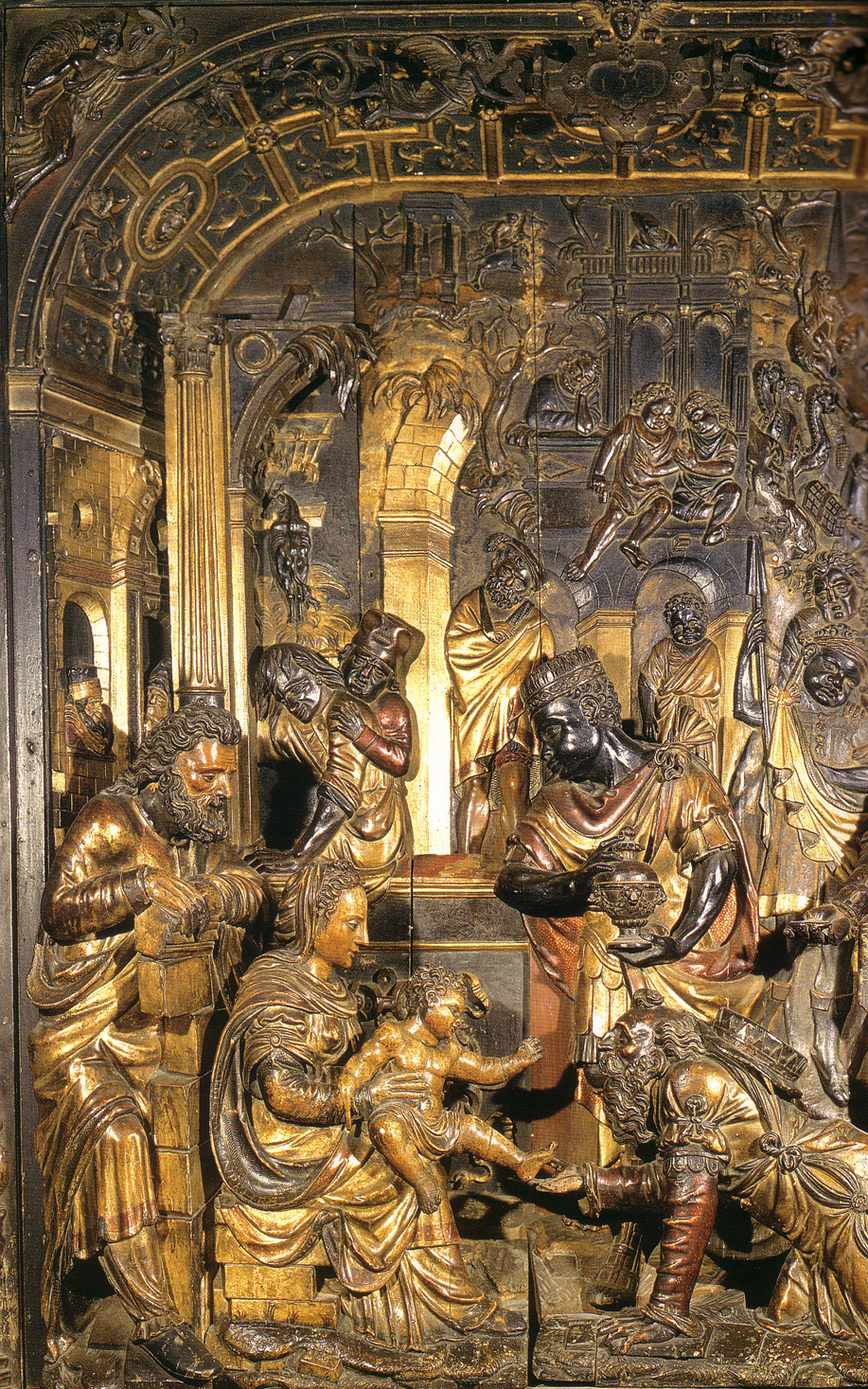
Adoració
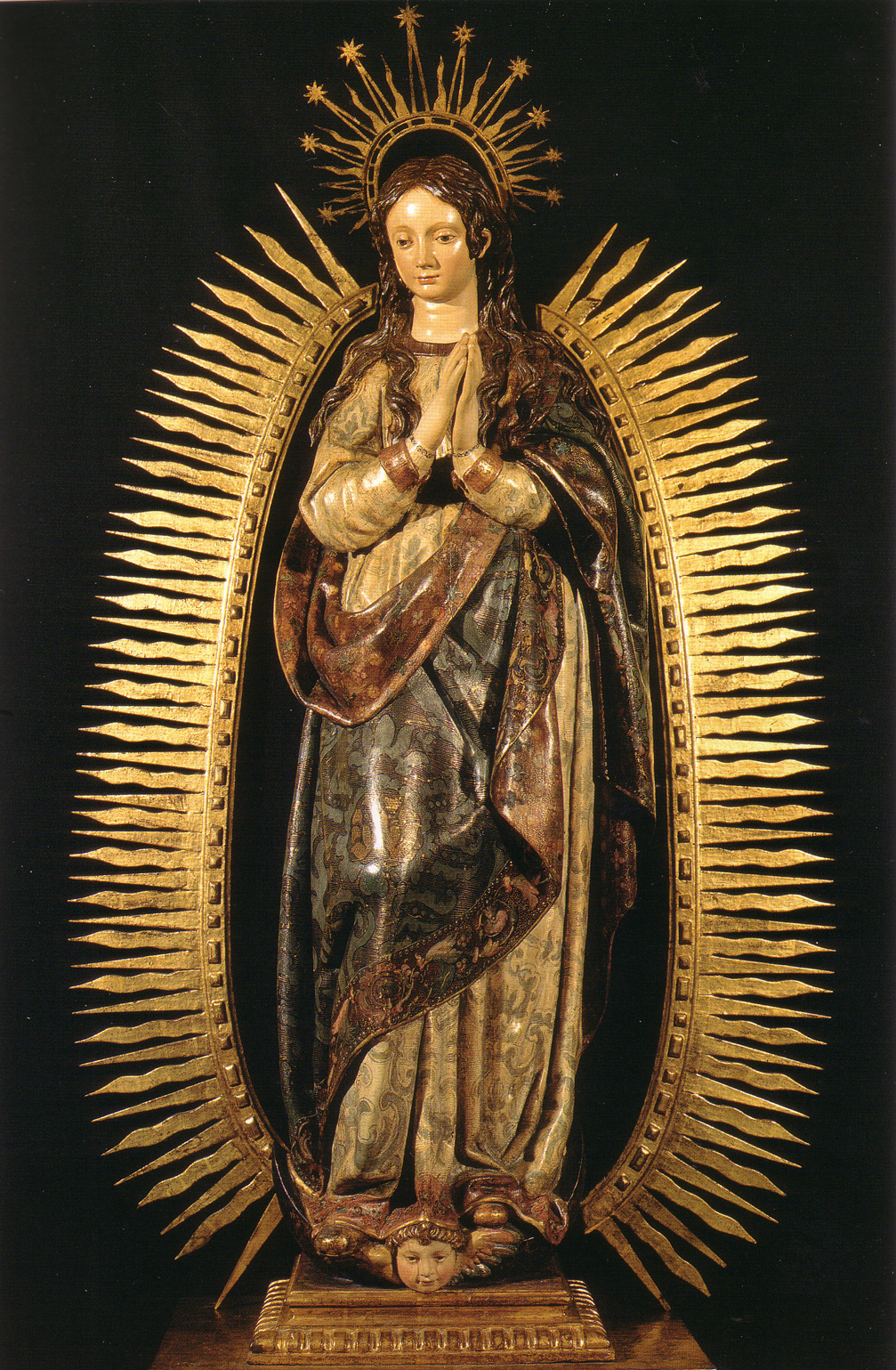
Immaculada Concepció
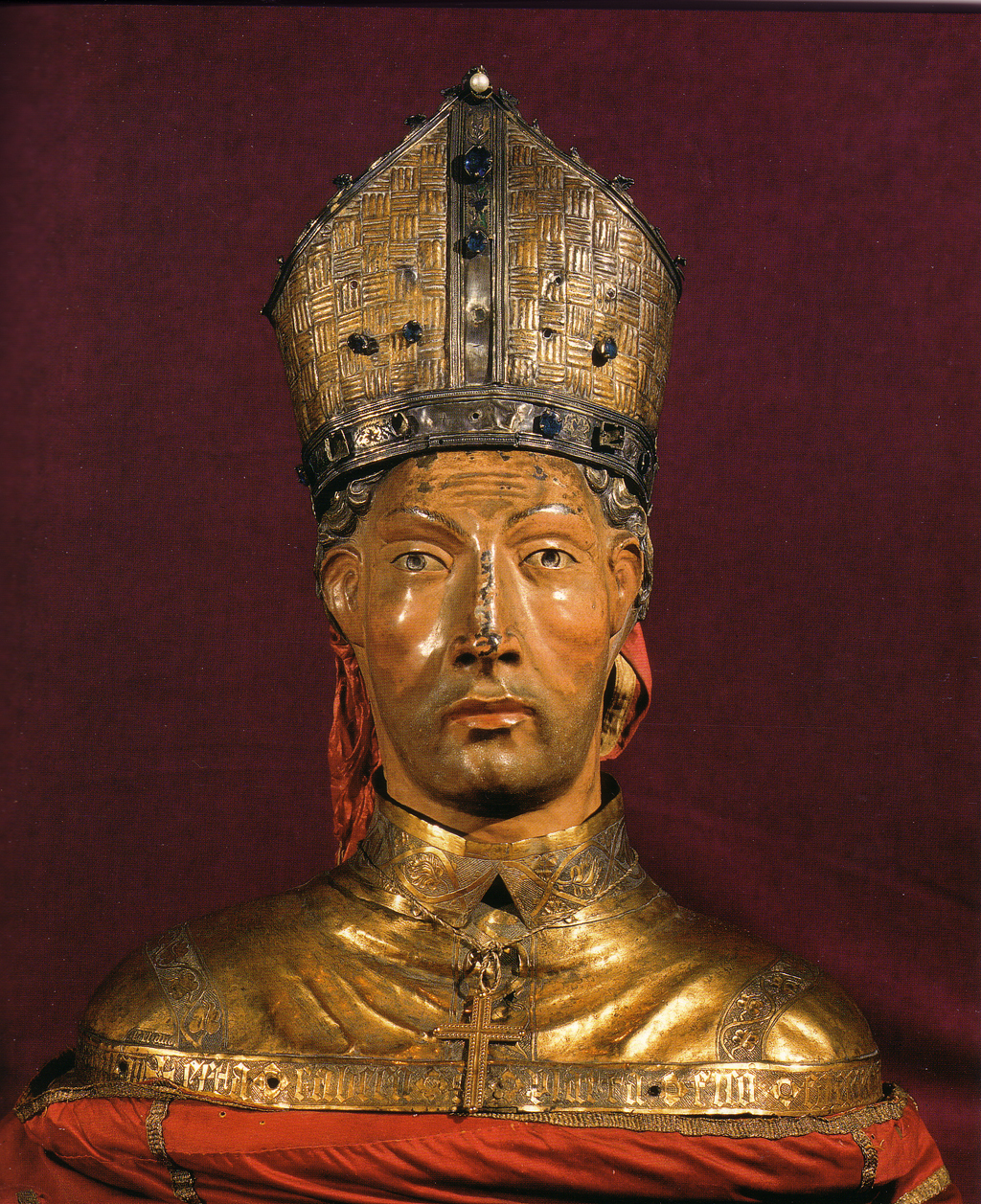
Sant Prudenci
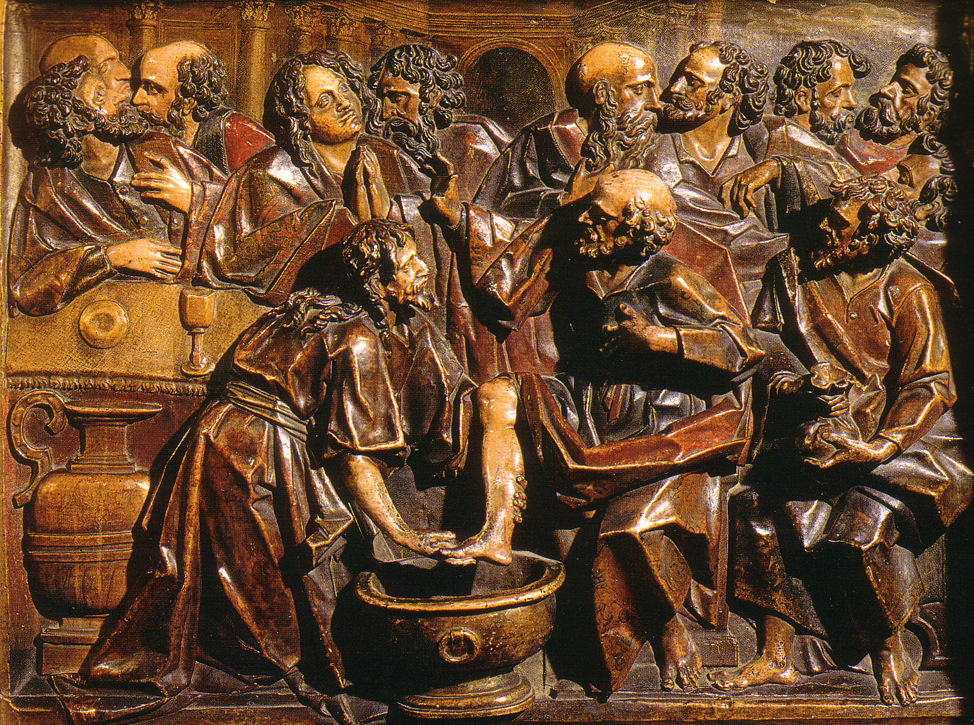
Lavatori